# County of Newell
Das County of Newell ist einer der 63 „municipal districts“ in Alberta, Kanada. Der Verwaltungsbezirk liegt in der Region Süd-Alberta und gehört zur „Census Division 2“. Er wurde zum 10. Februar 1948 eingerichtet (incorporated als „Municipal District of Newell No. 28“) und sein Verwaltungssitz befindet sich südlich von Brooks.
Der Verwaltungsbezirk ist für die kommunale Selbstverwaltung in den ländlichen Gebieten sowie den nicht rechtsfähigen Gemeinden, wie Dörfern und Weilern und ähnlichem, zuständig. Für die Verwaltung der Städte (City) und Kleinstädte (Town) in seinen Gebietsgrenzen ist er nicht zuständig.

## Lage
Der „Municipal District“ liegt im Südwesten der kanadischen Provinz Alberta. Im Norden und Nordosten folgt der Grenzverlauf streckenweise dem Red Deer River, während diese im Süden und Südwesten dem Bow River folgt.
Die Hauptverkehrsachsen des Bezirks sind in Ost-West-Richtung der Alberta Highway 1, der Teil der südlichen Route des Trans-Canada Highways ist, sowie in Nord-Süd-Richtung der Alberta Highway 36. Außerdem verläuft eine der kontinentalen Hauptstrecken der Canadian Pacific Railway durch den Bezirk.
Mit dem Kinbrook Island Provincial Park, am Lake Newell und dem Tillebrook Provincial Park befinden sich mehrere der Provincial Parks in Alberta im Bezirk. Mit dem Dinosaur Provincial Park befindet sich ein weiterer Provincial Park im Bezirk. Dieser wurde 1979 von der UNESCO zum Weltkulturerbe erklärt und gehört damit zu den ersten Weltkulturerbestätten überhaupt.
Im Westen des Bezirks befindet sich ein Reservat (Siksika Indian Reserve) der Siksika, einem Volk der First Nation. Das Reservat erstreckt sich über die drei dort zusammenstossenden Bezirke und laut dem „Census 2016“ leben in dem insgesamt 701,96 Quadratkilometer großen Reservat 3479 Menschen.
| Wheatland County |                                             | Special Area No. 2 |
| Vulcan County    | Kompassrose, die auf Nachbargemeinden zeigt | Cypress County     |
|                  | Municipal District of Taber                 |                    |

## Bevölkerung
| Jahr | Erhebung          | Einwohner | Änderung | Fläche (km²) | Bev.-dichte (EW/km²) |
| ---- | ----------------- | --------- | -------- | ------------ | -------------------- |
| 2016 | Volkszählung 2016 | 7524      | + 5,4 %  | 5904,67      | 1,3                  |
| 2011 | Volkszählung 2011 | 6786      | - 1,0 %  | 5904,72      | 1,1                  |

## Gemeinden und Ortschaften
Folgende Gemeinden liegen innerhalb der Grenzen des Verwaltungsbezirks:
- Stadt (City): Brooks
- Kleinstadt (Town): Bassano
- Dorf (Village): Duchess, Rosemary
- Weiler (Hamlet): Bow City, Cassils, Gem, Lake Newell Resort, Patricia, Rainier, Rolling Hills, Scandia, Tilley

Außerdem bestehen noch weitere, noch kleinere Ansiedlungen und zahlreiche Einzelgehöfte.